# Acta Geographica Slovenica
Acta Geographica Slovenica is een internationaal, aan collegiale toetsing onderworpen open access wetenschappelijk tijdschrift op het gebied van de aardwetenschappen.
De naam wordt in literatuurverwijzingen meestal afgekort tot Acta Geogr. Slov.
Het wordt uitgegeven door het Anton Melik Geographical Institute.
Het eerste nummer verscheen in 1995.